# The Night Out
Singles de Martin Solveig
Big in Japan
(2011) Hey Now
(2013)
Pistes de Smash
Ready 2 Go
(02) Can't Stop
(04)
The Night Out est une chanson du DJ et compositeur français Martin Solveig sortie le 2 avril 2012 sous le label Mercury Records. 5e single extrait de son 5e album studio Smash, la chanson est écrite par Martin Solveig et par Michaël Tordjman. The Night Out est produit par Martin Solveig. Le single se classe en Allemagne, en Belgique (Wallonie et Flandre), en Écosse, en France et au Royaume-Uni.

## Liste des pistes
- Téléchargement digital

1. The Night Out (A-Trak vs. Martin Rework) - 3:52
2. The Night Out (Madeon Remix) - 3:40
3. The Night Out (A-Trak Remix) - 6:00
4. Can't Stop - 3:37
5. Hello (feat. Ish) [Why Are We Whispering Remix] - 3:04
6. Ready to Go (Initial SHE Version) - 4:32
7. Big in Japan (Les Bros Remix) - 5:30
8. The Night Out (TheFatRat Remix) - 5:17
9. The Night Out (Maison and Dragen Remix) - 5:55
10. The Night Out (single Version) - 4:15

## Crédits
- Écrit et réalisé par Martin Solveig
- Composé par Martin Solveig et Michaël Tordjman
- Publié par Temps D'Avance
- Chanteur, chœurs, autres instruments et programmation - Martin Solveig
- Guitare - Jean-Baptiste Gaudray
- Synthétiseur additionnel - Michaël Tordjman
- Mixé par Martin Solveig et Philippe Weiss à Red Room Studio, Suresnes

## Performance dans les hit-parades
| Classement (2012)                 | Meilleure position |
| --------------------------------- | ------------------ |
| Allemagne (Media Control AG)      | 71                 |
| Belgique (Flandre Ultratip 100)   | 3                  |
| Belgique (Wallonie Ultratip 50)   | 9                  |
| Écosse (OCC)                      | 27                 |
| France (SNEP)                     | 78                 |
| France (Airplay)                  | 28                 |
| Tchéquie (IFPI Rádio)             | 58                 |
| Royaume-Uni (UK Dance Chart)      | 5                  |
| Royaume-Uni (UK Singles Chart)    | 36                 |
| États-Unis (Hot Dance Club Songs) | 1                  |

| Classement (2012)                         | Position |
| ----------------------------------------- | -------- |
| États-Unis Billboard Hot Dance Club Songs | 26       |

## Historique de sortie
| Pays        | Date         | Format                   | Label                |
| ----------- | ------------ | ------------------------ | -------------------- |
| Belgique    | 2 avril 2012 | Téléchargement numérique | Temps D'Avance       |
| France      | 2 avril 2012 | Téléchargement numérique | Temps D'Avance       |
| Allemagne   | 6 avril 2012 | Téléchargement numérique | Kontor Records       |
| Royaume-Uni | 20 mai 2012  | Téléchargement numérique | All Around the World |
| Irlande     | 20 mai 2012  | Téléchargement numérique | All Around the World |